# Синя лінія (MBTA)
Синя лінія (MBTA) (англ. Blue Line (MBTA)) — одна з ліній Бостонського метрополітену. Особливістю лінії є те що на підземні ділянці потяги живляться від контактної рейки а на наземні від повітряної контактної мережі. Зміна способу живлення потягів відбувається на станції «Аеропорт».

## Історія
Початкова ділянка лінії відкрилася у 1904 році, спочатку як підземна ділянка трамваю під Бостонською бухтою. Таким чином Східно-бостонський тунель довжиною 1,6 км став першим підводним тунелем метро у Сполучених Штатах. Будівництво тунелю коштувало 3 млн доларів та зайняло два з половиною роки. У середині 1910-х відкрилася підземна ділянка у центрі міста та новий портал Джой-стріт (закритий у 1952 році). Через збільшення пасажиропотоку трамваї перестали справляться з перевезенням пасажирів, щоб вирішити цю проблему у 1924 році лінію перебудували під використання рухомого складу метрополітену. Але через габарити тунелю, рухомий склад Блакитної лінії суттєво відрізнився від інших ліній, вагони були коротші на п'ять метрів та трохи вужчі. Наступне розширення лінії сталося на початку 50-х, коли відкрилася північна наземна ділянка. На наземні ділянці вирішили використовувати контактну мережу замість третьої рейки, через побоювання постійного обледеніння взимку через близькість Атлантичного океану. Свою назву Синя лінія — лінія отримала в рамках ребрендингу MBTA 1967 року, до того часу лінія називалася East Boston Tunnel & Revere Extension.

### Модернізація
На початку 1990-х почалася поступова модернізація всієї лінії. Першочерговим завданням було збільшення кількості вагонів з чотирьох до шести, та реконструкція наземних колій. На наземні ділянці був проведений комплекс робіт зі зменшення рівня шуму, були встановлені шумопоглинаючі екрани та гумові підкладки під рейки.

### Варіанти розширення
Ще з 1920-х років заплановане розширення лінії далі на північ до міста Лінн, але проєкт до сих пір нереалізований. Практично кожне десятиліття обговорюються різні варіанти трасування розширення, проєкти схвалюються експертами але жодного разу до будівництва діло не дійшло.
Ще один нереалізований проєкт це будівництво ще однієї станції в центрі міста за для організації прямої пересадки з Червоною лінією. Зараз щоб пересісти на потяги Червоної лінії потрібно перейти та проїхати один перегон Зеленої або Помаранчевої лінії, це створює незручності для пасажирів. Хоча потрібно побудувати лише півкілометра тунелів, проєкт нереалізується понад 50 років.

## Станції
Станції від околиці к центру:
| Станція                                    | Пересадка                                          | Розташування                            | Тип                               | Дата Відкриття  | Вигляд |
| ------------------------------------------ | -------------------------------------------------- | --------------------------------------- | --------------------------------- | --------------- | ------ |
| «Вондерленд» (англ. Wonderland)            | Автобуси (MBTA) 12 маршрутів                       | Місто Ревір, поблизу міського пляжу     | Наземна з береговими платформами  | 19 січня 1954   |        |
| «Ревір Біч» (англ. Revere Beach)           | Автобуси (MBTA) № 110, 117, 411                    | Місто Ревір, поблизу міського пляжу     | Наземна з береговими платформами  | 19 січня 1954   |        |
| «Бічмонт» (англ. Beachmont)                | Автобус № 119 (MBTA)                               | Район Бічмонт                           | Наземна з береговими платформами  | 19 січня 1954   |        |
| «Саффолк Давнс» (англ. Suffolk Downs)      | Немає                                              | Район Оріент Хейтс, Східний Бостон      | Наземна з береговими платформами  | 21 квітня 1952  |        |
| «Оріент Хейтс» (англ. Orient Heights)      | Автобуси (MBTA) № 120, 712, 713                    | Район Оріент Хейтс, Східний Бостон      | Наземна з береговими платформами  | 5 січня 1952    |        |
| «Вуд Айленд» (англ. Wood Island)           | Автобуси (MBTA) № 112, 120, 121                    | Вулиця Бенінгтон, Східний Бостон        | Наземна з береговими платформами  | 5 січня 1952    |        |
| «Аеропорт» (англ. Airport)                 | Безкоштовні автобуси до терміналів Аеропорту Логан | Шосе №90, Східний Бостон                | Наземна з береговими платформами  | 5 січня 1952    |        |
| «Маверік» (англ. Maverick)                 | Автобуси (MBTA) № 114, 116, 117, 120, 121          | Площа Маверік, Східний Бостон           | Підземна з острівною платформою   | 18 квітня 1924  |        |
| «Акваріум» (англ. Aquarium)                | Немає                                              | Фінансовий район Бостона                | Підземна з береговими платформами | 5 квітня 1906   |        |
| «Стейт» (англ. State)                      | Помаранчева лінія метро                            | Центр Бостона                           | Підземна з береговими платформами | 30 грудня 1904  |        |
| «Урядовий Центр» (англ. Government Center) | Зелена лінія, автобуси № 352, 354                  | Центр Бостона                           | Підземна з острівною платформою   | 18 березня 1916 |        |
| «Бовдуін» (англ. Bowdoin)                  | Немає                                              | Площа Бовдуін, Район Бекон Хілл, Бостон | Підземна з острівною платформою   | 18 березня 1916 |        |

## Галерея

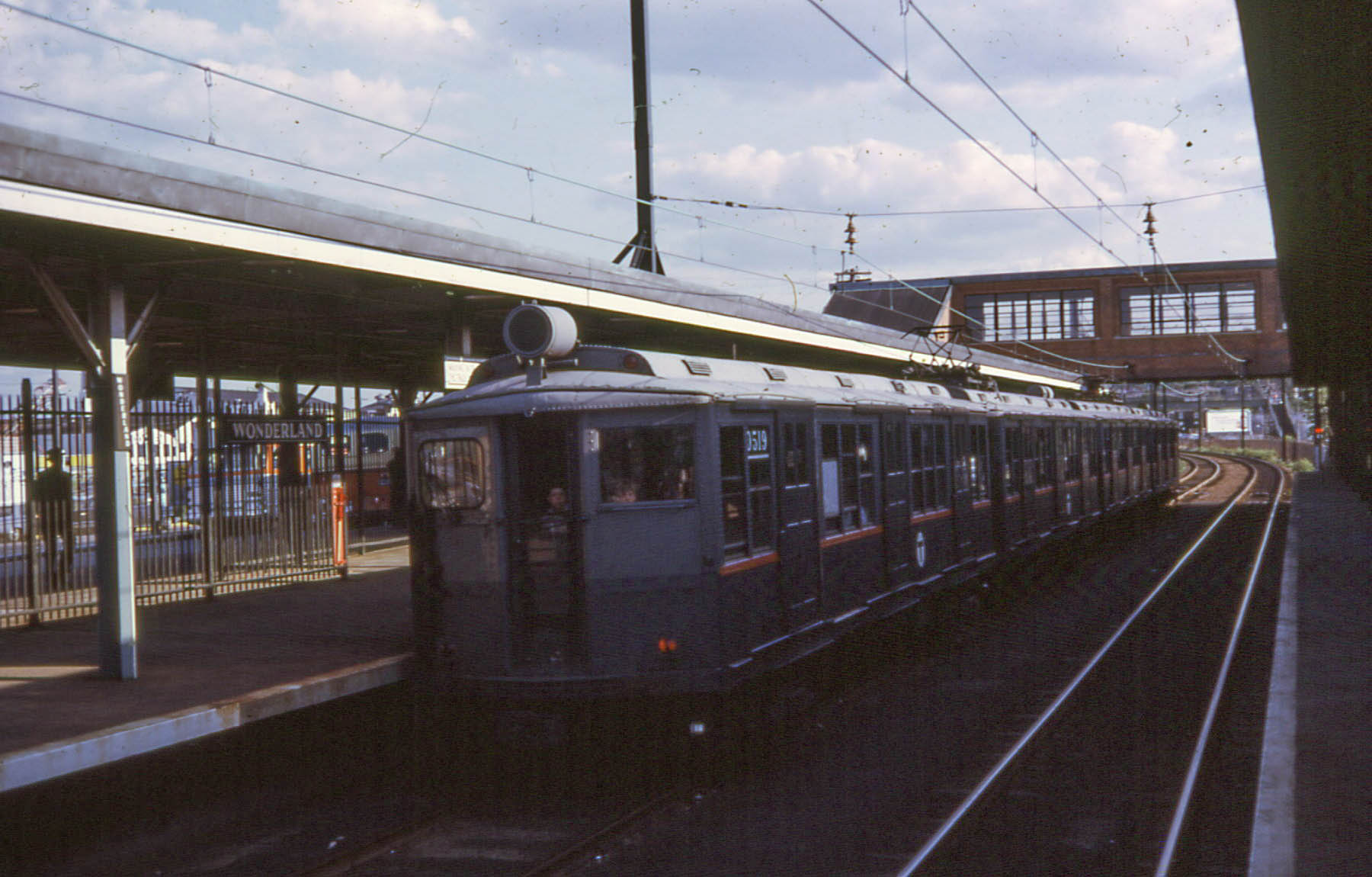
Рухомий склад у 1967 році
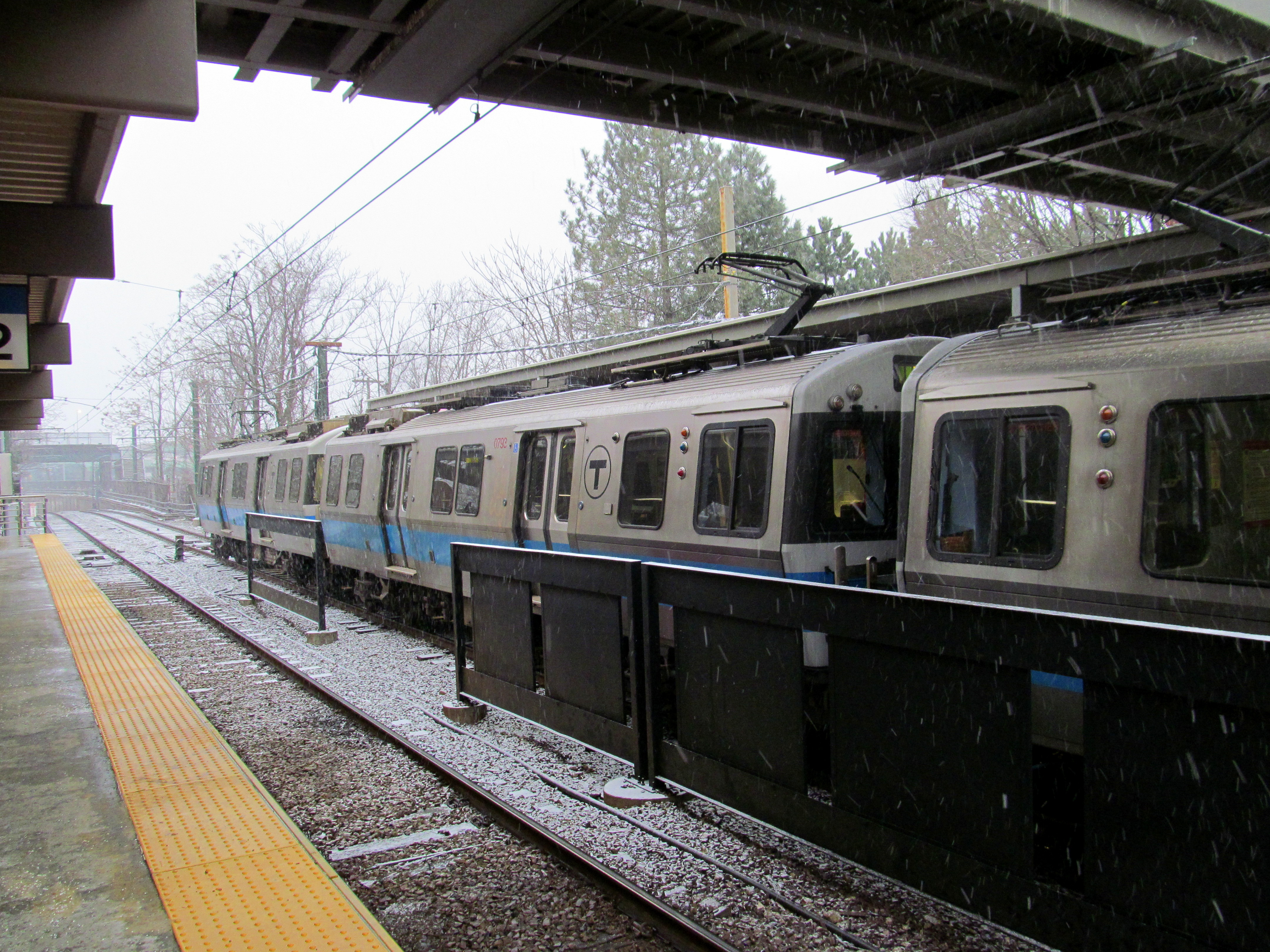
Потяг на наземні ділянці
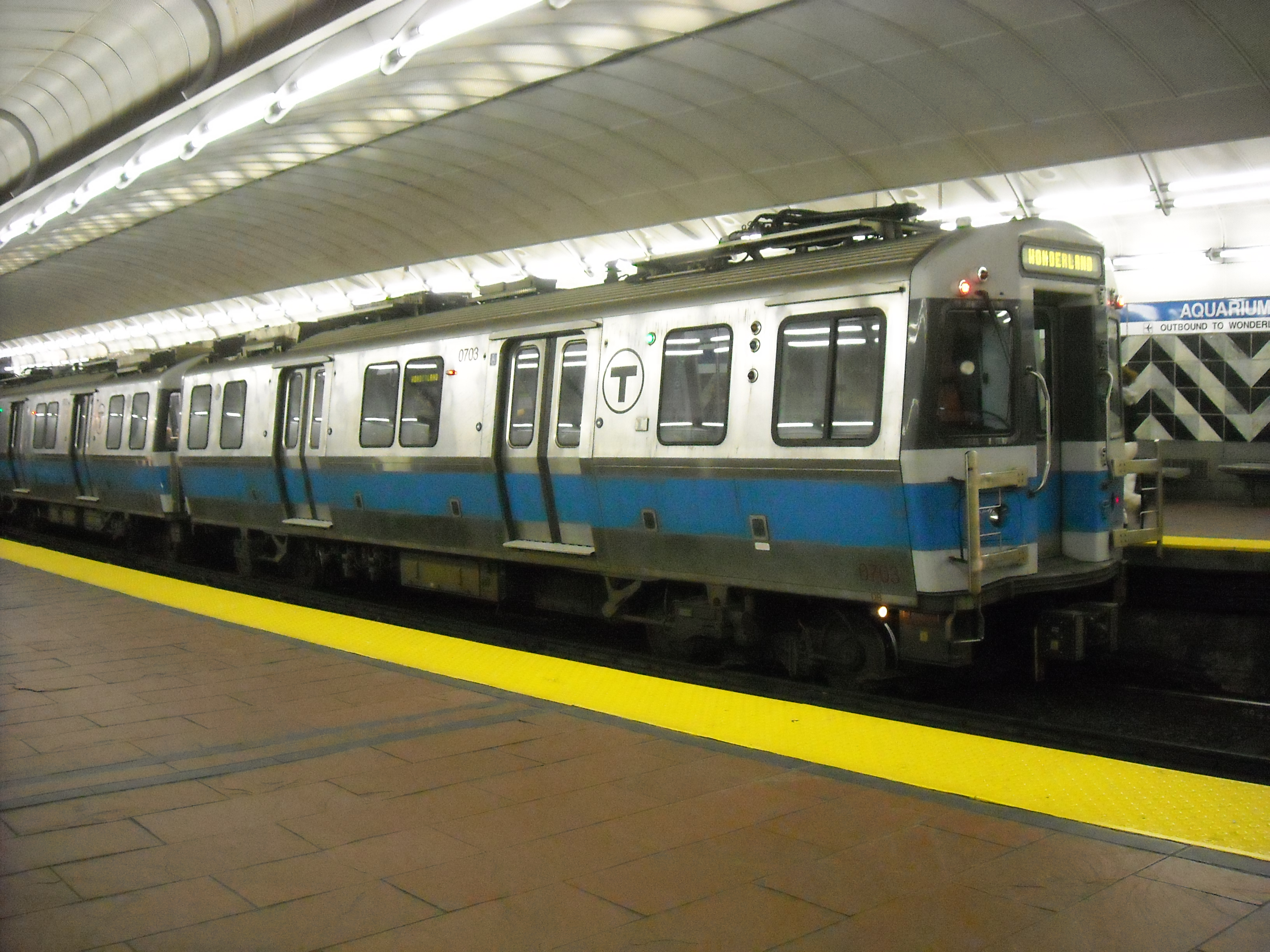
Потяг на підземні станції зі спущеним пантографом